# Paradise Island
Pour les articles homonymes, voir Paradise.
Paradise Island (anciennement Hog Island) est une île des Bahamas, située face à la ville de Nassau, au nord-est de l'île de New Providence faisant ainsi partie de son district, à laquelle est reliée par deux ponts qui traversent Nassau Harbour et prennent appui sur l'île de Potter's Cay. Le premier, d'une longueur de 457 m, fut construit en 1966 par Resorts International et le second dans la fin des années 1990.

## Présentation
D'une superficie de 334 ha, longue de 6 km et large d'à peine 1 km, elle offre de nombreuses plages, un grand choix d'hôtels (dont le Atlantis Paradise Island), ainsi que des casinos.
L'entrée des casinos sont interdits aux citoyens des Bahamas : en effet, les femmes bahaméennes se plaignaient que leurs époux dilapident aux jeux leurs salaires hebdomadaires le week-end venu (les rémunérations étant traditionnellement versées le vendredi).

## Historique
En 1959, Huntington Hartford (1911-2008), l'héritier de la chaine de supermarchés A&P, acheta l'île de Hog Island à Axel Wenner-Gren le patron d'Electrolux et la rebaptisa de son nom actuel.
Hartford embaucha l'architecte de Palm Beach, John Volk et lui fit construire l'Ocean Club, le Cafe Martinique, le Hurricane Hole, un parcours de Golf et d'autres attractions touristiques.
Il y fit également remonter un cloître du XIVe siècle issu de l'ancien couvent des Augustins de Montréjeau (Haute-Garonne) qu'il avait acquis et qui fut démantelé dans les années 1920 par le magnat de la presse William Randolph Hearst.
Le champion de golf Gary Player et le tennisman Pancho Gonzales participèrent aux festivités d'inauguration du complexe touristique en 1962, qui fit la une des magazines Newsweek et Time.
Hartford embaucha le personnel de l'hôtel du Cap Eden Roc d'Antibes afin qu'il puisse travailler hors saison à l'Ocean Club.